# Лашес-Байт-Бомон-Бомон-Норт
Лашес-Байт-Бомон-Бомон-Норт (англ. Lushes Bight-Beaumont-Beaumont North) — містечко в Канаді, у провінції Ньюфаундленд і Лабрадор.

## Населення
За даними перепису 2016 року, містечко нараховувало 168 осіб, показавши скорочення на 23,6%, порівняно з 2011-м роком. Середня густина населення становила 4,9 осіб/км².
З офіційних мов обидвома одночасно не володів жоден з жителів, тільки англійською — 170.
Працездатне населення становило 36,8% усього населення, рівень безробіття — 42,9% (38,5% серед чоловіків та 0% серед жінок). 85,7% осіб були найманими працівниками, а 21,4% — самозайнятими.

## Клімат
Середня річна температура становить 3,6°C, середня максимальна – 19,4°C, а середня мінімальна – -12,8°C. Середня річна кількість опадів – 1 031 мм.
| Клімат поселення                              | Клімат поселення | Клімат поселення | Клімат поселення | Клімат поселення | Клімат поселення | Клімат поселення | Клімат поселення | Клімат поселення | Клімат поселення | Клімат поселення | Клімат поселення | Клімат поселення | Клімат поселення |
| Показник                                      | Січ.             | Лют.             | Бер.             | Квіт.            | Трав.            | Черв.            | Лип.             | Серп.            | Вер.             | Жовт.            | Лист.            | Груд.            |                  |
| Середній максимум, °C                         | −2,84            | −3,05            | 0,60             | 5,89             | 10,39            | 15,40            | 19,42            | 18,96            | 14,59            | 9,36             | 4,68             | −1,02            |                  |
| Середня температура, °C                       | −7,7             | −7,9             | −4,27            | 1,03             | 5,53             | 10,53            | 16,01            | 15,52            | 11,14            | 5,92             | 1,26             | −4,44            |                  |
| Середній мінімум, °C                          | −12,55           | −12,77           | −9,13            | −3,83            | 0,67             | 5,67             | 12,57            | 12,08            | 7,72             | 2,48             | −2,2             | −7,9             |                  |
| Норма опадів, мм                              | 89               | 83               | 70               | 68               | 77               | 93               | 80               | 109              | 93               | 97               | 84               | 88               |                  |
| Середньомісячна швидкість вітру, м/с          | 6.75             | 6.32             | 6.19             | 5.64             | 5.14             | 4.90             | 4.55             | 4.69             | 5.25             | 5.72             | 6.37             | 6.76             |                  |
| Середньомісячна сонячна радіація, кДж/м²·день | 3715             | 6724             | 10843            | 14426            | 17451            | 19008            | 18739            | 15668            | 11460            | 6747             | 3839             | 2797             |                  |
| --------------------------------------------- | ---------------- | ---------------- | ---------------- | ---------------- | ---------------- | ---------------- | ---------------- | ---------------- | ---------------- | ---------------- | ---------------- | ---------------- | ---------------- |
| Джерело:                                      |                  |                  |                  |                  |                  |                  |                  |                  |                  |                  |                  |                  |                  |